# Aktiv högtalare
En aktiv högtalare är en högtalare med egen nätanslutning eller batteri och inbyggd förstärkare. Detta innebär att den kan anslutas direkt till en signalkälla utan behov av extern förstärkare/slutsteg och högtalarkabel.  
Aktiva högtalare för användning av konsumenter i hem eller utomhus har ofta trådlös anslutning med till exempel bluetooth och/eller kabelingång för 3,5 mm kontakt (3,5 mm teleplugg), RCA-kontakter eller optisk kabel.  
Aktiva högtalare för PA har ofta ingång för såväl mikrofoner som linjesignal. Volymkontroll på högtalaren är vanligt. De har ofta en utgång så att flera aktiva högtalare enkelt kan anslutas i serie till samma signal. Signalanslutningen görs normalt med 6,5 mm teleplugg eller XLR-kontakt.